# Ligne de Tinja à Menzel Bourguiba
La ligne de Tinja à Menzel Bourguiba, actuel nom de Ferryville, est une ligne de chemin de fer du nord de la Tunisie ouverte au trafic en octobre 1915.